# 丁二酸酐
丁二酸酐，别名琥珀酸酐，是琥珀酸自身脱水缩合形成的环状酸酐，分子式为C4H4O3。它与热水反应生成丁二酸，与氨反应生成琥珀酰亚胺，是有机合成重要的中间体，在医药工业上主要用于合成氯霉素琥珀酸酯钠、羟孕酮琥珀酸酯钠和氢化可的松琥珀酸酯钠等。